# Toni, männlich, Hebamme – Das Glück der Anderen
Das Glück der Anderen ist ein deutscher Fernsehfilm von Sibylle Tafel aus dem Jahr 2024. Es handelt sich um die zehnte und letzte Episode der ARD-Reihe Toni, männlich, Hebamme mit Leo Reisinger als Münchner Hebamme Toni in der Hauptrolle. Die deutsche Erstausstrahlung war am 16. August 2024 auf dem ARD-Sendeplatz Endlich Freitag im Ersten.

## Produktion
Das Glück der Anderen wurde vom 13. Juni bis zum 12. August 2022 in München und Umgebung gedreht. Produziert wurde der Film von der Bavaria Fiction.

## Rezeption

### Einschaltquote
Die Erstausstrahlung am 16. August 2024 im Ersten wurde von 2,37 Millionen Zuschauern gesehen, was einem Marktanteil von 11,5 % entspricht.

### Kritiken
Die Kritiker der Fernsehzeitschrift TV Spielfilm zeigten mit dem Daumen nach oben und vergaben für Humor zwei und für Spannung einen von jeweils drei möglichen Punkten. Sie resümierten: „Abruptes, dennoch stimmiges Finale der Reihe.“
Tilmann P. Gangloff von Tittelbach.tv ist voll des Lobes über die Serie an sich und schreibt zum Thema Leihmutterschaft: „Auf diese Weise können Stojetz und Tafel ein weiteres Thema ins Spiel bringen, über das selbst zwischen Paaren nicht gern gesprochen wird. Gemessen am Anspruch dieses Teil der Geschichte mögen die beiden anderen Handlungsstränge des Films, die die Beziehungsebenen der letzten Episode aufgreifen, weniger relevant klingen, aber sie bescheren dem Film eine gut ausgewogene Balance aus Drama und Komödie. Erneut ist das Ensemble ausnahmslos sehenswert [...]“.
Marina Birner in Prisma meint: „Für das große Finale der Reihe widmen sich die Verantwortlichen einmal mehr komplexen Themenbereichen: unerfüllter Kinderwunsch, Verlust und Leihmutterschaft. Tafel versteht es, derart harte Brocken sensibel zu beleuchten und in eine Geschichte einzubetten, die auch von Lockerheit und Humor lebt. Auch wenn die Quoten zuletzt stetig sanken, schätzen Fans die Filme genau für diese Balance.“